# Luan Gabriel
Luan Gabriel (sinh ngày 3 tháng 5 năm 1996, tại Roseau) là một vận động viên chạy nước rút người Dominica. Tại Thế vận hội Mùa hè 2012, cô đã tham gia cuộc thi 200 mét nữ, nhưng đã bị loại ở vòng đầu tiên.